# Lion de Peugeot

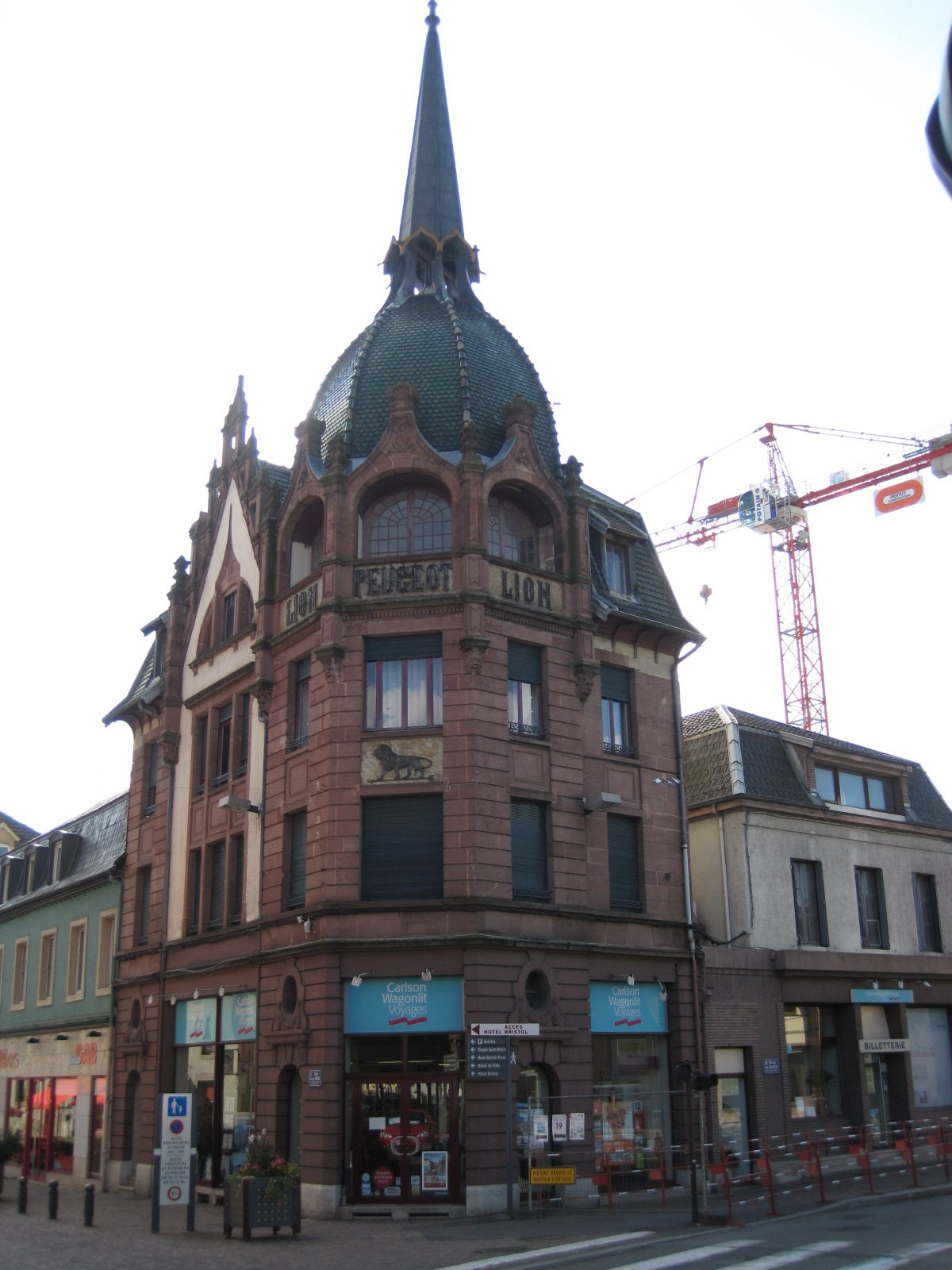
Haus Lion de Peugeot in Montbéliard

Das als Lion de Peugeot (dt. Löwe von Peugeot) bezeichnete Haus in Montbéliard, einer Stadt im Département Doubs in  der französischen Region Bourgogne-Franche-Comté, ist ein 1909 errichtetes Geschäftshaus, das sich an der Adresse 37 Rue Cuvier befindet. Das Gebäude ist seit 1992 als Baudenkmal (Monument historique) geschützt.

## Geschichte
Das Gebäude gegenüber dem Bahnhof wurde 1909 nach den Plänen des Architekten Jean Walter für die Gesellschaft Peugeot Frères errichtet.

## Architektur
Das Gebäude mischt den neoklassizistischen Stil im unteren Bereich mit einem neugotischen im oberen Bereich. Es wird bekrönt von einer hoch aufsteigenden Kuppel mit einer Laterne. Aus keramischen Wandfliesen ist am dritten Stock die Schrift „Lion“ und „Peugeot“ angebracht und darunter befindet sich ein Relief, von Alexandre Bigot gefertigt, das einen Löwen darstellt, das bis heute bekannte Markenzeichen der Firma Peugeot.